# Rilevato

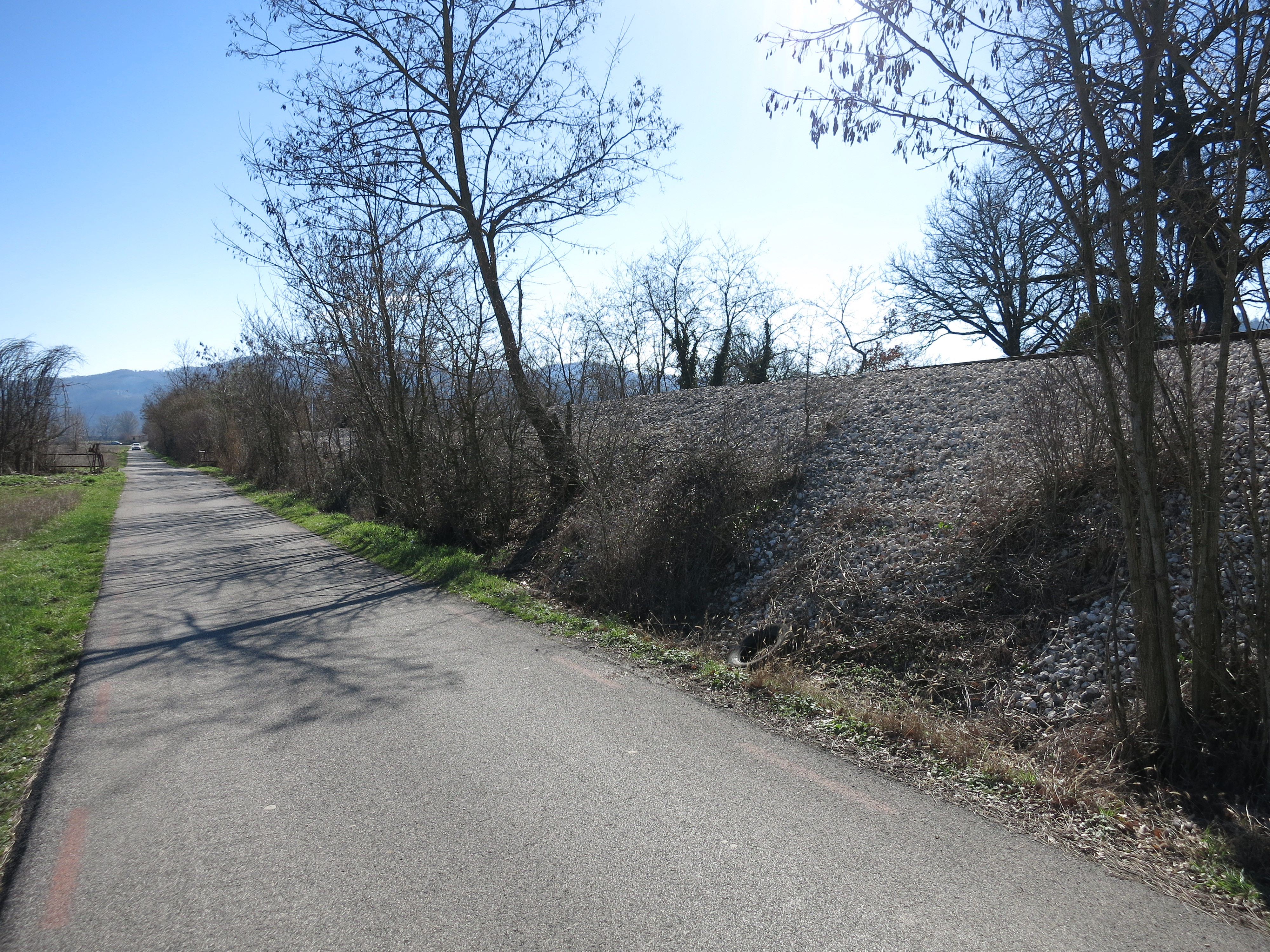
Un rilevato ferroviario, ricoperto di pietrisco, che fiancheggia una strada costruita alla quota naturale del terreno

Nell'ambito delle costruzioni stradali o ferroviarie, il rilevato è un cumulo di terra, limitato lateralmente da scarpate dotate di una certa pendenza o da muri di sostegno o di controripa.
Sulla sommità di questi cumuli vi sarà la piattaforma stradale o quella ferroviaria.
I rilevati si realizzano quando la variazione della pendenza longitudinale che si avrebbe seguendo l'andamento del terreno viola le prescrizioni normative e ne risulta inferiore.
Il corpo del rilevato non fa parte della sovrastruttura ma è trattato al pari del sottofondo.
Funzione opposta ai rilevati è svolta dalle trincee.